# Jynx torquilla
Il torcicollo (Jynx torquilla Linnaeus, 1758) è un uccello appartenente alla famiglia Picidae.

## Descrizione

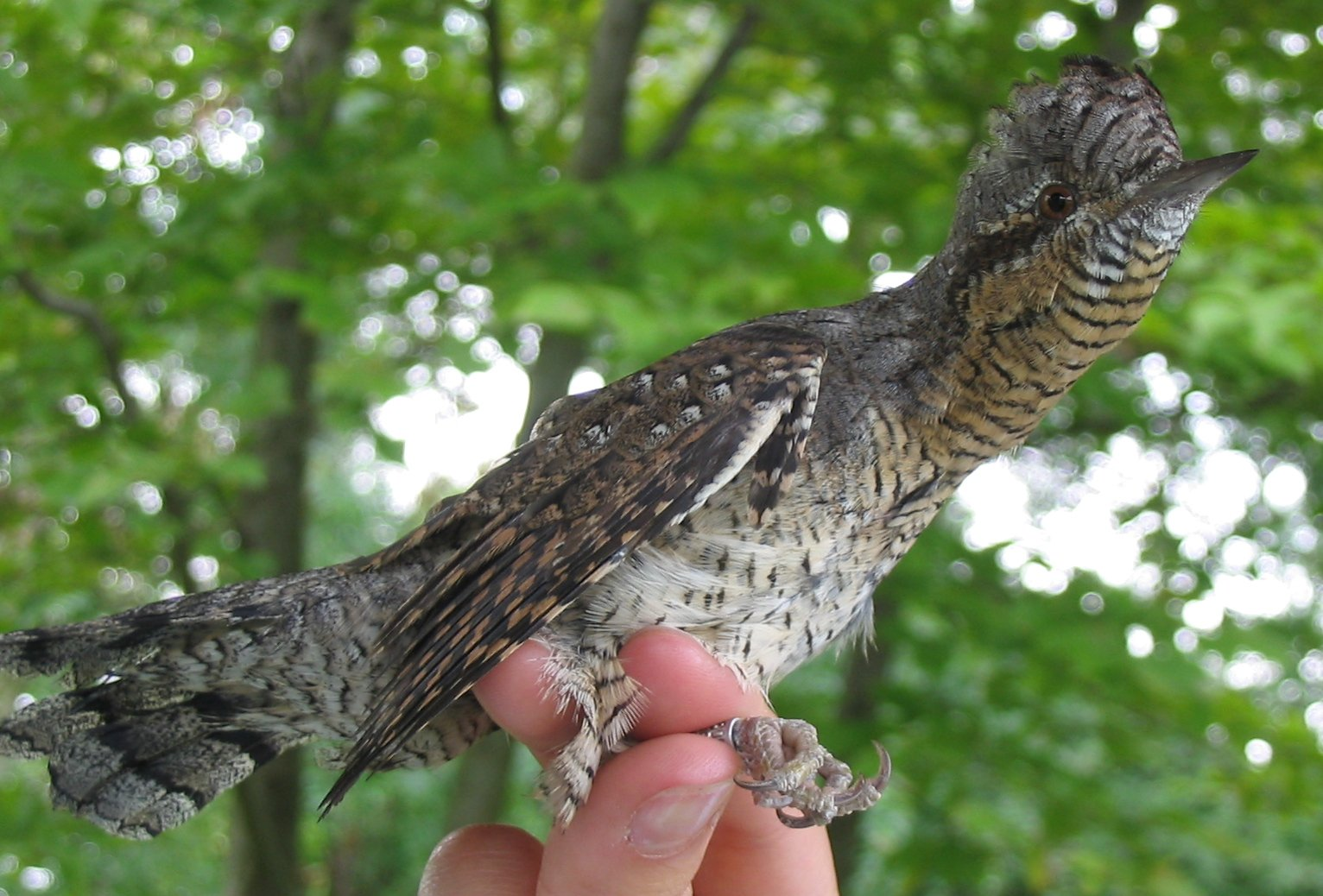
Jynx torquilla

- corpo slanciato, lungo circa 15–20 cm
- la livrea superiormente marrone con tre strisce longitudinali rossastre bordate di nero, inferiormente di colore bianco-fulva con barrature brune; molto mimetico
- testa piccola
- il becco breve, diritto o conico
- collo lungo; il nome comune "torcicollo" dipende dal fatto che, soprattutto quando viene disturbato, allunga e ruota il collo all'indietro, mantenendo immobile il resto del corpo, fino a che il becco guarda la coda; questo movimento è accompagnato dal raddrizzamento del ciuffo che orna la nuca
- ali brevi e ottuse
- coda di media lunghezza (circa un terzo della lunghezza totale), larga e costituita da penne molto flessibili
- zampe molto corte
- piedi robusti muniti di quattro dita disposte due in avanti e due all'indietro
- lingua lunga 10–12 cm, circa i due terzi del corpo, si tratta dell'uccello dalla lingua più lunga[senza fonte][3]

## Biologia

### Alimentazione
Si ciba prevalentemente di formiche, che cattura introducendo nelle fessure dei formicai la propria lingua lunga, protrattile e vischiosa.

### Riproduzione
Nidifica in primavera nelle cavità degli alberi, purché tuttavia l'apertura stretta per proteggere il nido dalle intrusioni dei predatori. A differenza degli altri picchi, non scava direttamente il proprio nido, ma depone le uova nella cavità.

## Distribuzione e habitat
stagione calda
     tutto l'anno
     stagione fredda

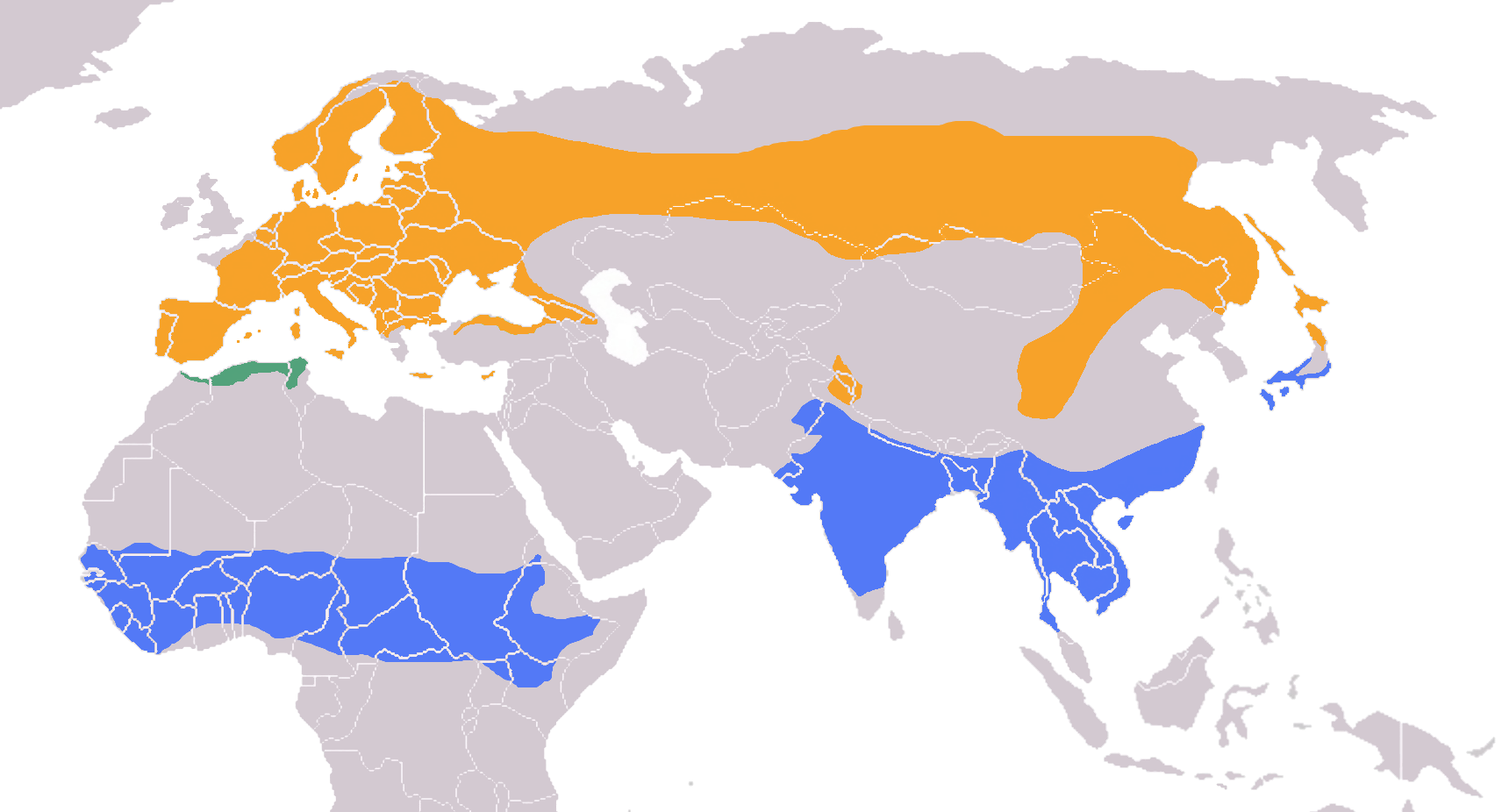
Distribuzione di Jynx torquilla:
stagione calda
tutto l'anno
stagione fredda

Il torcicollo vive in Europa, Asia centrale e Nord Africa. È molto comune in Italia, dove arriva in primavera e se ne riparte in autunno: migratore, durante gli spostamenti raggiunge l'Africa, il Sudan e l'India dove sverna; in Europa non nidifica invece né nella Spagna meridionale né in Grecia.
Vive negli ambienti di media montagna, preferendo le zone coperte da alberi di alto fusto, evitando tuttavia le foreste.

## Galleria d'immagini

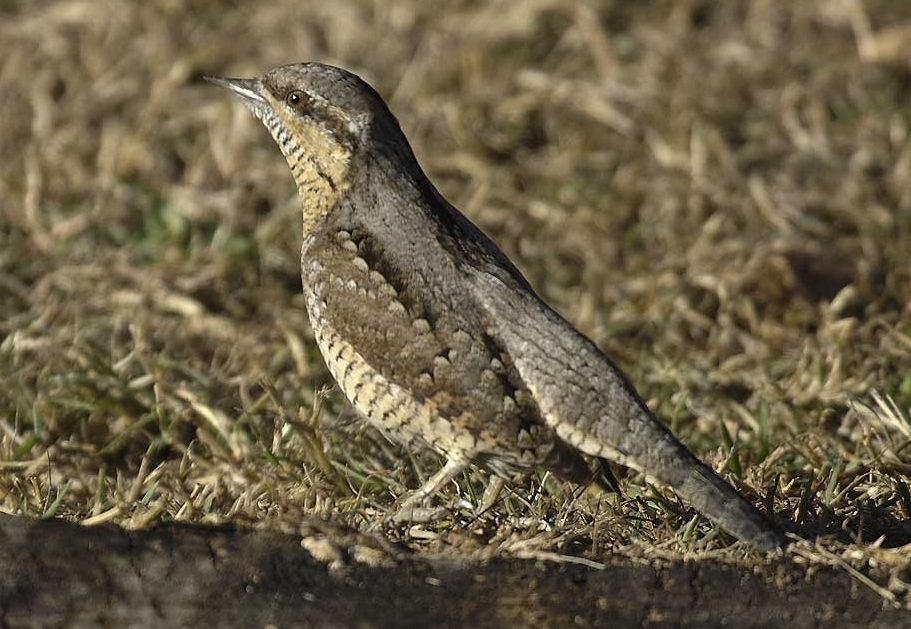
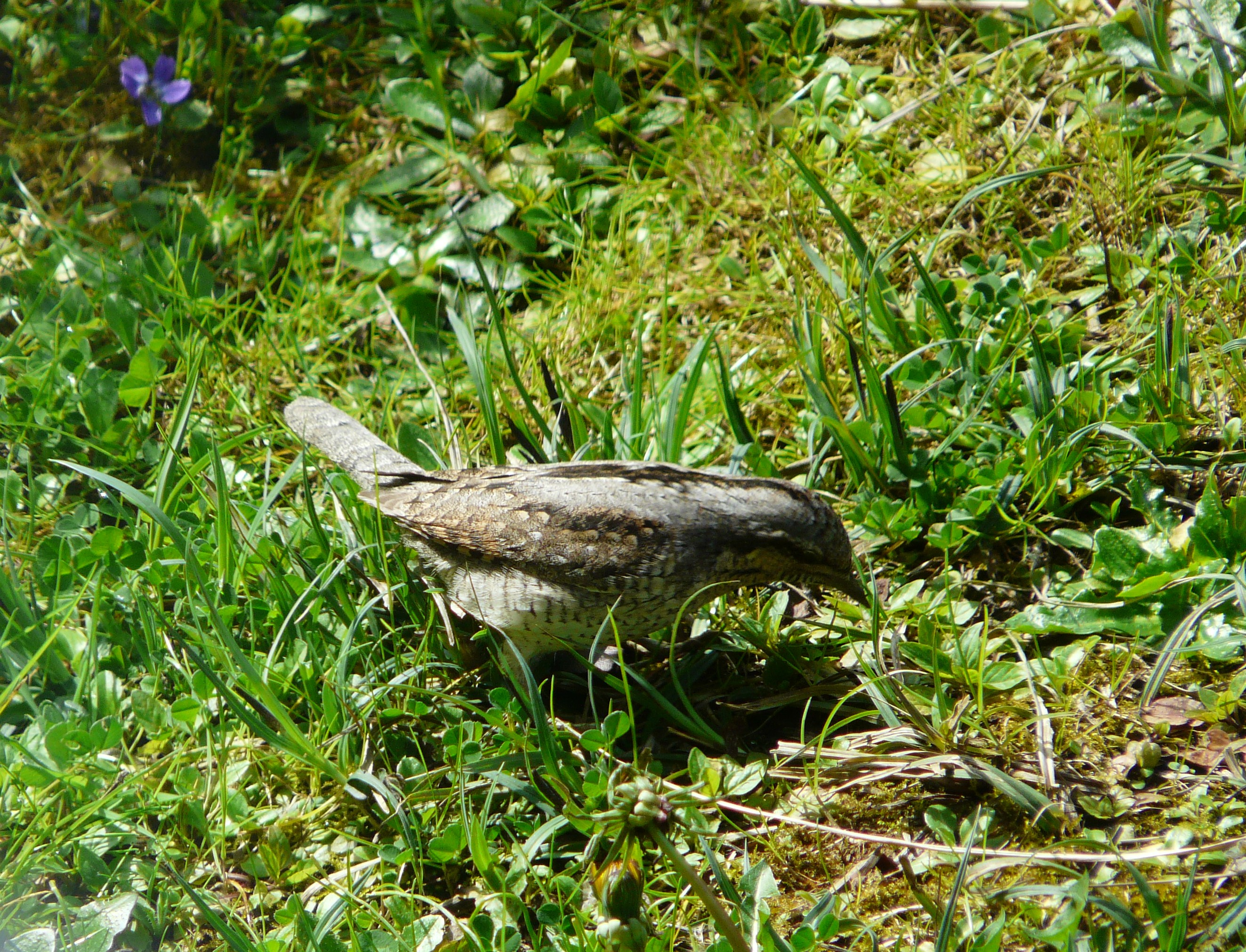
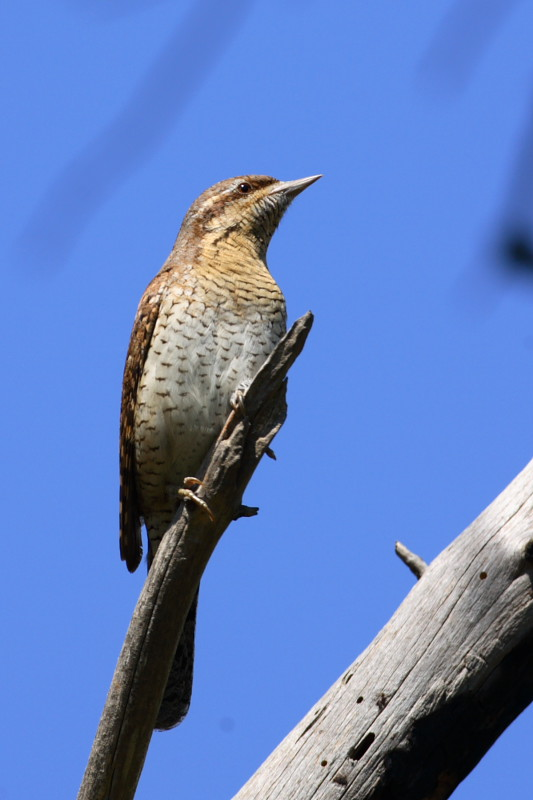
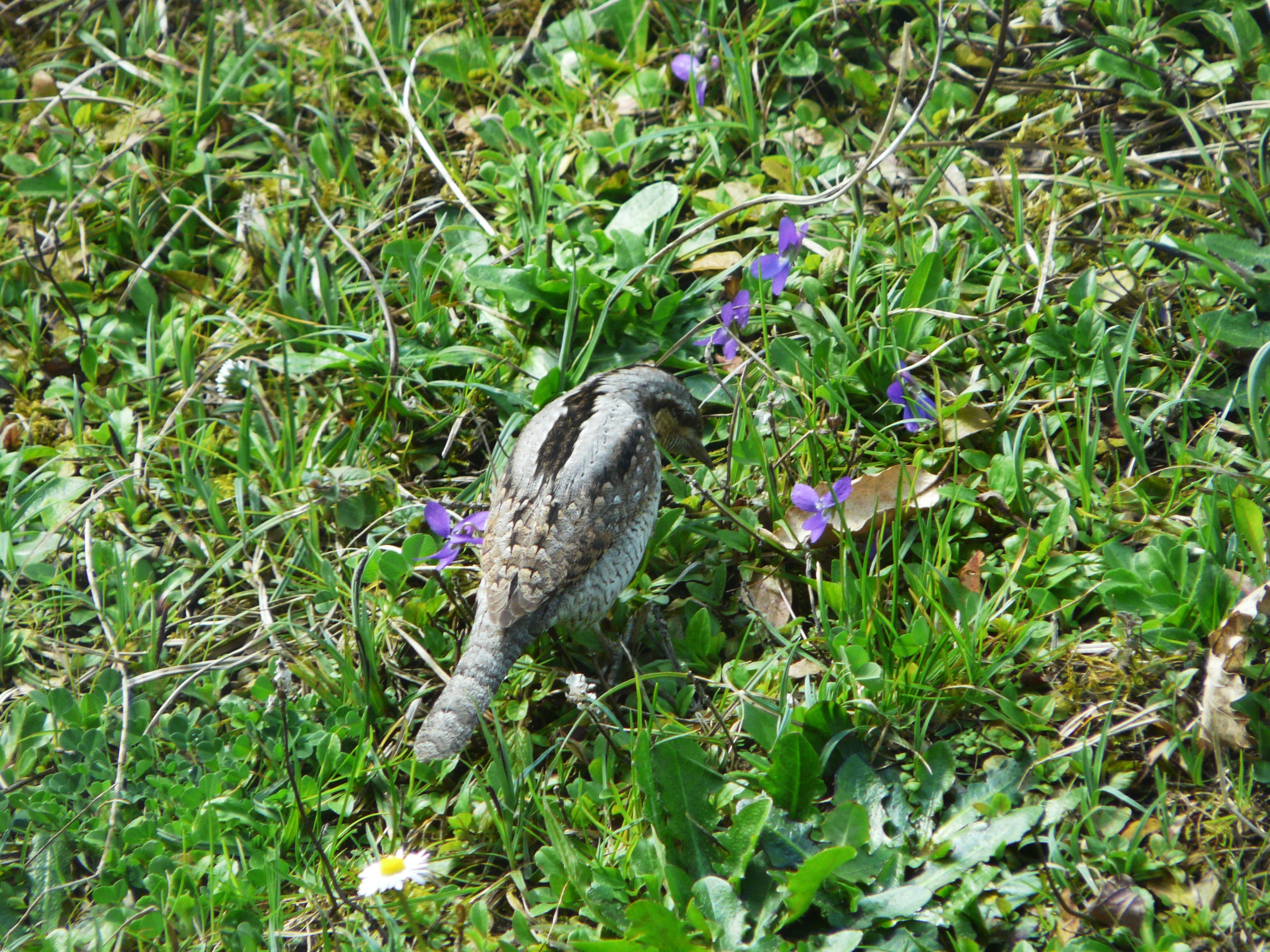
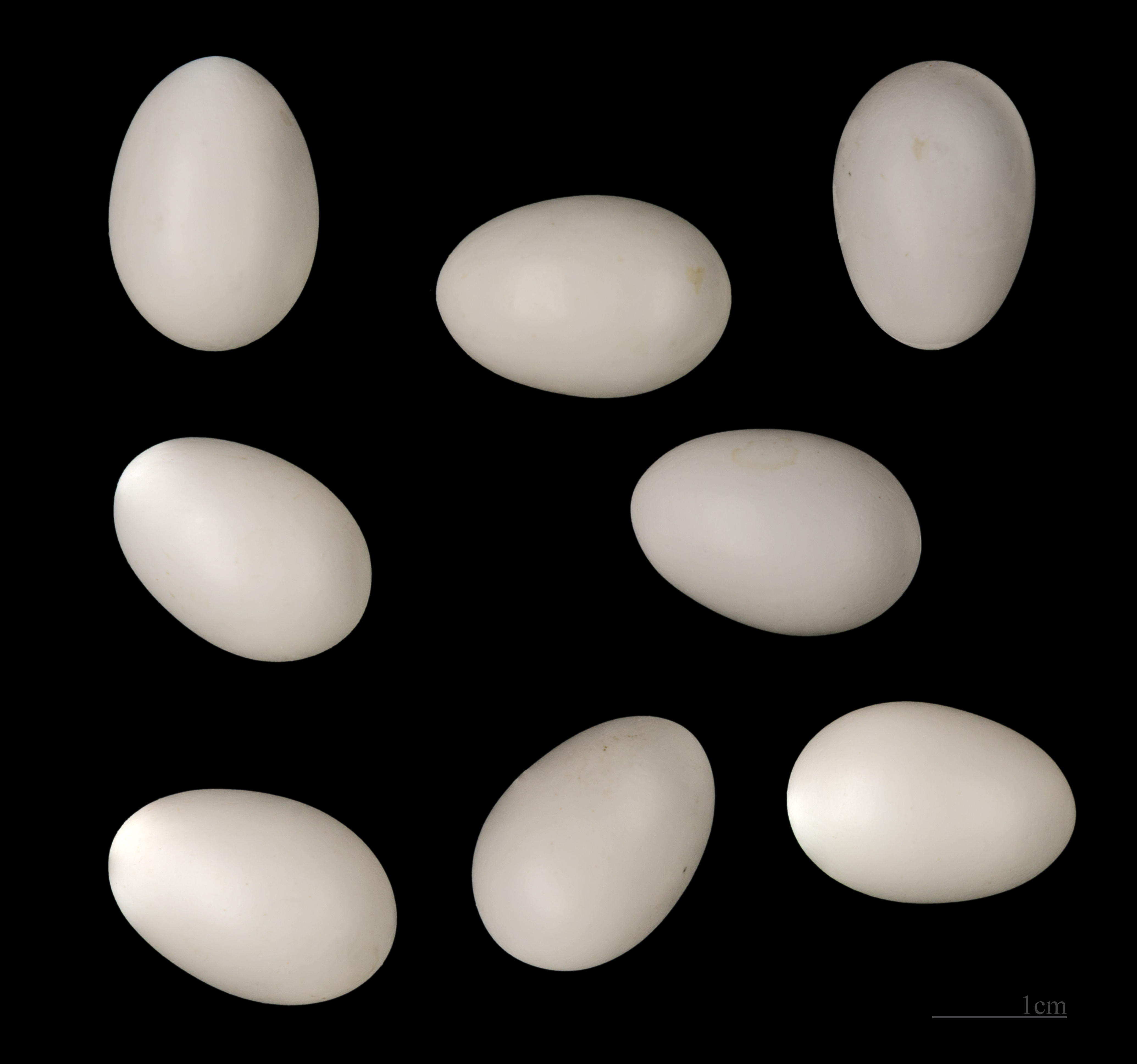

## Tassonomia
Sono note 6 sottospecie:
- Jynx torquilla torquilla
- Jynx torquilla sarudnyi
- Jynx torquilla tschusii
- Jynx torquilla mauretanica
- Jynx torquilla chinensis
- Jynx torquilla himalayana